# Herminia innotatalis
Herminia innotatalis là một loài bướm đêm trong họ Noctuidae.